# Ivo Georgiev
Ivo Georgiev (Rousse, 12 de maio de 1972 — Sófia, 13 de novembro de 2021) foi um futebolista profissional búlgaro que atuava como atacante.

## Carreira
Ivo Georgiev integrou a Seleção Búlgara de Futebol na Eurocopa de 1996.

## Morte
Georgiev morreu de insuficiência cardíaca em 13 de novembro de 2021, aos 49 anos.